# هيرويوكي موريتا
هيرويوكي موريتا (باليابانية: 森田 宏幸 Morita Hiroyuki) (ولد في 26 يونيو 1964 في محافظة فوكوكا في اليابان) هو محرك ورسام ومخرج ياباني عمل على أعمال مثل أكيرا ولوبين الثالث. اشتهر لعمله في استوديو غيبلي في العديد من الأعمال.

## وصلات خارجية
- هيرويوكي موريتا على موقع IMDb (الإنجليزية)
- هيرويوكي موريتا على موقع ألو سيني (الفرنسية)
- هيرويوكي موريتا على موقع قاعدة بيانات الفيلم (الإنجليزية)
- هيرويوكي موريتا على موقع كينوبويسك (الروسية)
- هيرويوكي موريتا على موقع ANN person (الإنجليزية)

1. ↑   https://www.acmi.net.au/creators/81180. {{استشهاد ويب}}: |url= بحاجة لعنوان (مساعدة) والوسيط |title= غير موجود أو فارغ (من ويكي بيانات) (مساعدة)